# CSA Steaua București (rugby)
CSA Steaua București este un club de rugby semiprofesionist din București, România, ce ține de Clubului Sportiv al Armatei Steaua. Este cea mai de succes echipă de rugby din România având 24 de titluri naționale cucerite.
Cluburile de rugby românești nu participă la marile competiții internaționale din cauza diferenței evidente de valoare între cluburile din România și cele din occident. În loc Echipa națională de rugby a României, formată în mare parte din jucători de la Steaua, participă în fiecare an la European Challenge Cup ca București Rugby.

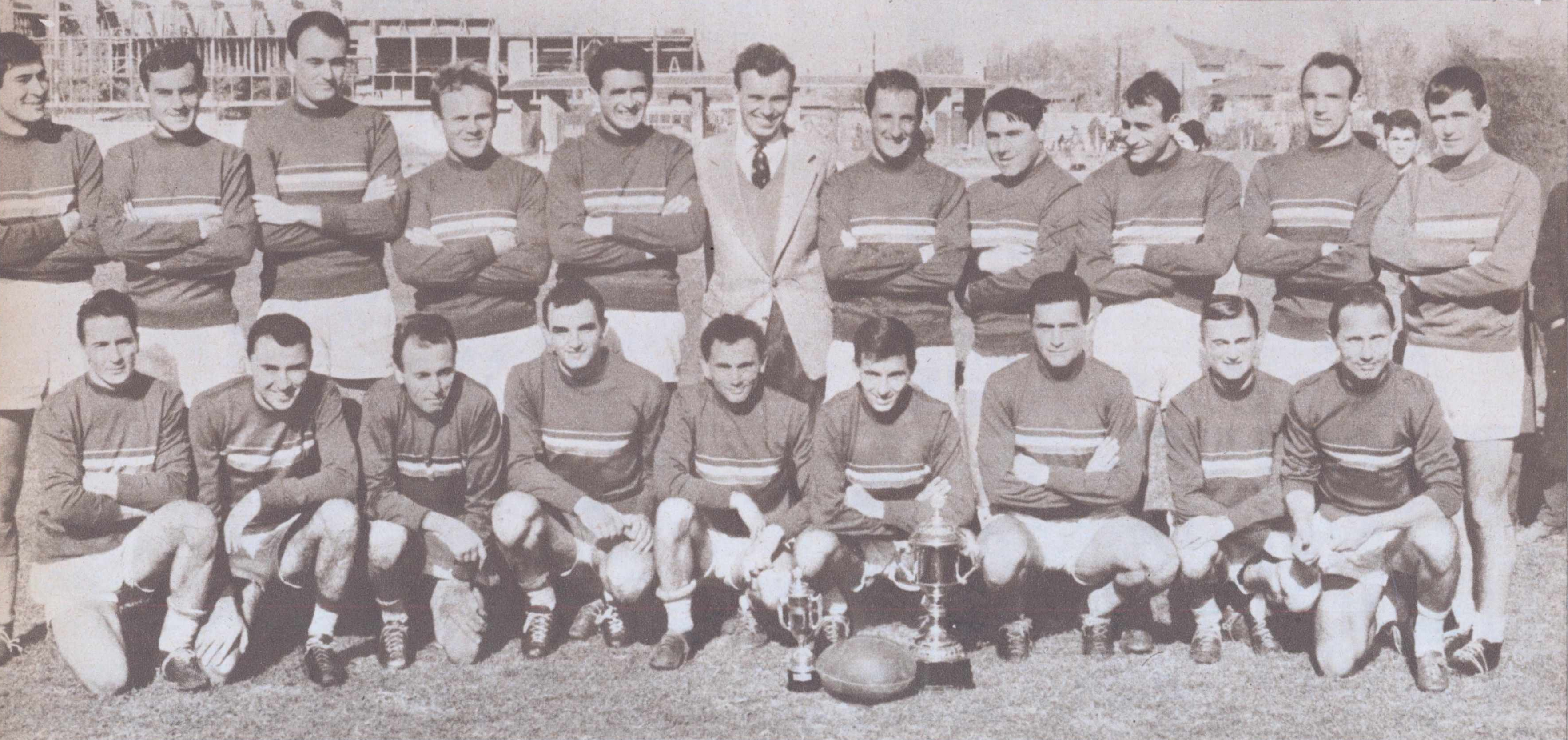
Echipa din 1963

## Stadion
Echipa joacă meciurile de acasă pe Stadionul Ghencea II în interiorul Complexului Sportiv Ghencea, lângă Stadionul Ghencea.

## Palmares
- SuperLiga:
  - Câștigători (24) (record): 1949, 1953, 1954, 1961, 1963, 1964, 1971, 1973, 1974, 1977, 1979, 1980, 1981, 1983, 1984, 1985, 1987, 1988, 1989, 1992, 1999, 2003, 2005, 2006

- Cupa României:
  - Câștigători (16) : 1950, 1952, 1953, 1955, 1956,1974,1977,1978 1958, 2005, 2006, 2007, 2009, 2013, 2019, 2022